# Skansen Przemysłu Naftowego „Magdalena” w Gorlicach
Skansen Przemysłu Naftowego „Magdalena” w Gorlicach – skansen gromadzący pamiątki związane z wydobyciem ropy naftowej w Gorlickim Zagłębiu Przemysłu Naftowego i przemysłem naftowym, zlokalizowany w Gorlicach przy ul. Lipowej, na Karpacko–Galicyjskim Szlaku Naftowym.

## Historia i ekspozycja

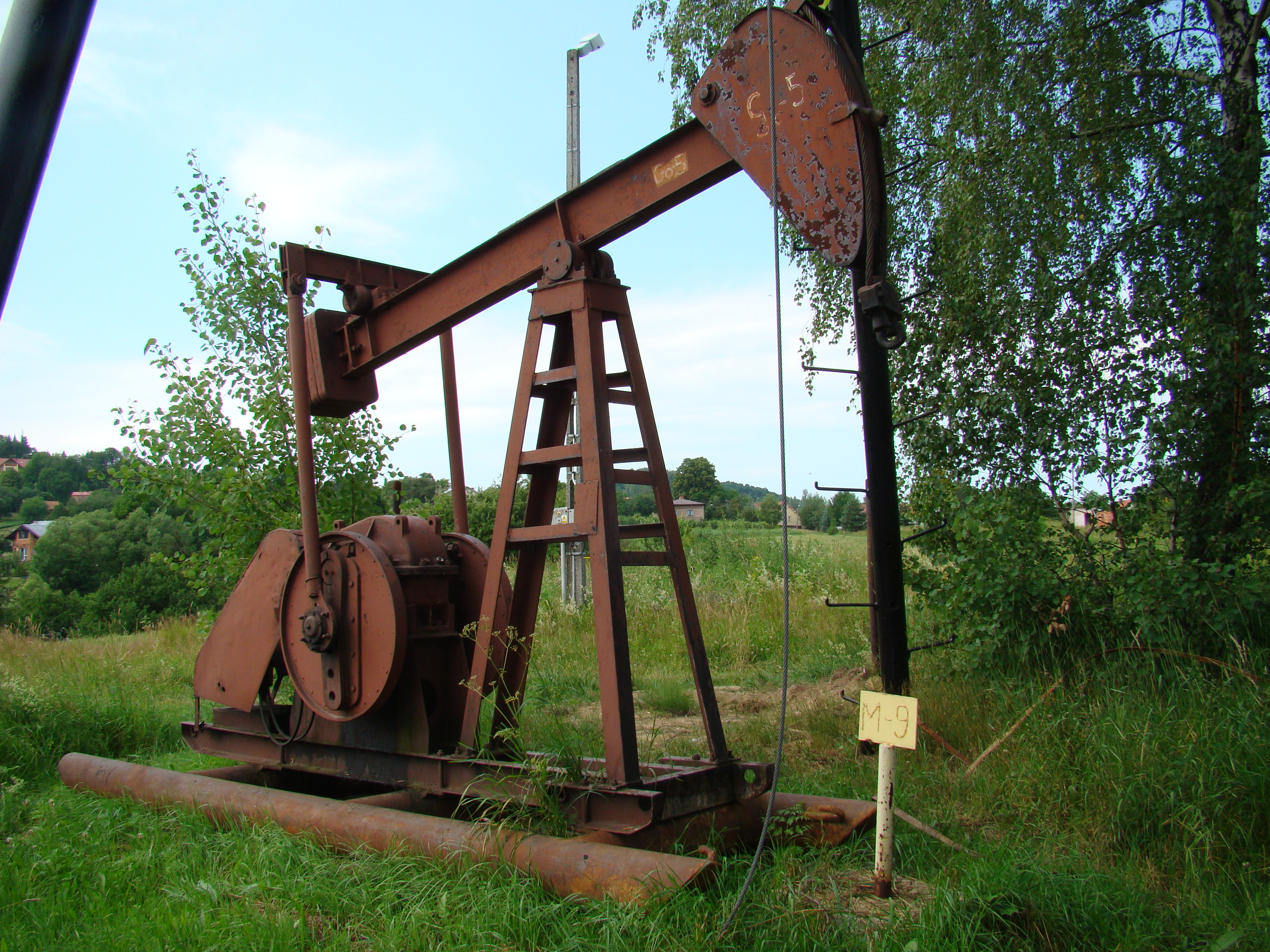
Kiwon

Skansen został otwarty 31 maja 2012, na terenie dawnej kopalni ropy "Magdalena", jednego z licznych tego rodzaju obiektów, które znajdowały się w tym rejonie (m.in. kopalnie „Jantas”, „Zawisza”, „Zawodzie”). W rejonie Magdalena – Ropica Polska od 1931 do 2000 wywiercono około 110 otworów, a ze złoża wydobyto około 310.000 ton ropy naftowej. Począwszy od 1956 do "Magdaleny" przyłączano kolejne szyby, m.in. kopalnie w Szymbarku, w tym „Bystrzycę”, „Śląsk” i „Lasek”. 
W skansenie oglądać można narzędzia, urządzenia, dokumenty i zdjęcia związane z historią wydobycia ropy naftowej w Polsce, zwłaszcza w Gorlickim Zagłębiu Przemysłu Naftowego. Dominantę kompleksu tworzy wieża wiertnicza ze zrekonstruowanej kopanki „Ćwiartka” sprzed 1880, z której widoczna jest panorama Beskidu Niskiego. W ramach ekspozycji zbudowano rekonstrukcję samowypływu oleju skalnego, który był gromadzony w tzw. bęsiorach lub łapaczkach oraz zbierany przez tzw. łebaków. Inne cenne eksponaty to kuźnia wierteł, ręczne urządzenie typu „Granik” służące do eksploatacji ropy naftowej poprzez tzw. łyżkowanie, kierat pompowy typu „Glinik”, kocioł i pompa parowa, pompy tłokowe Vorthington i Trauzl do manipulacji i przetłaczania ropy, indywidualny żuraw pompowy, winda obróbcza JL–1 "Rudno" z trójnogiem do obróbki odwiertów oraz rampy narzędziowe z zestawem narzędzi wiertniczych, instrumentacyjnych, czy obróbczych. Wartościowy jest zbiór flakonów z rodzajami ropy naftowej z różnych odwiertów na terenie Podkarpacia, różniących się barwą, przejrzystością i gęstością.
W ramach skansenu można korzystać z grilla i gier sportowo-rekreacyjnych.
Właścicielem obiektu jest Kazimierz Dudek.

## Galeria

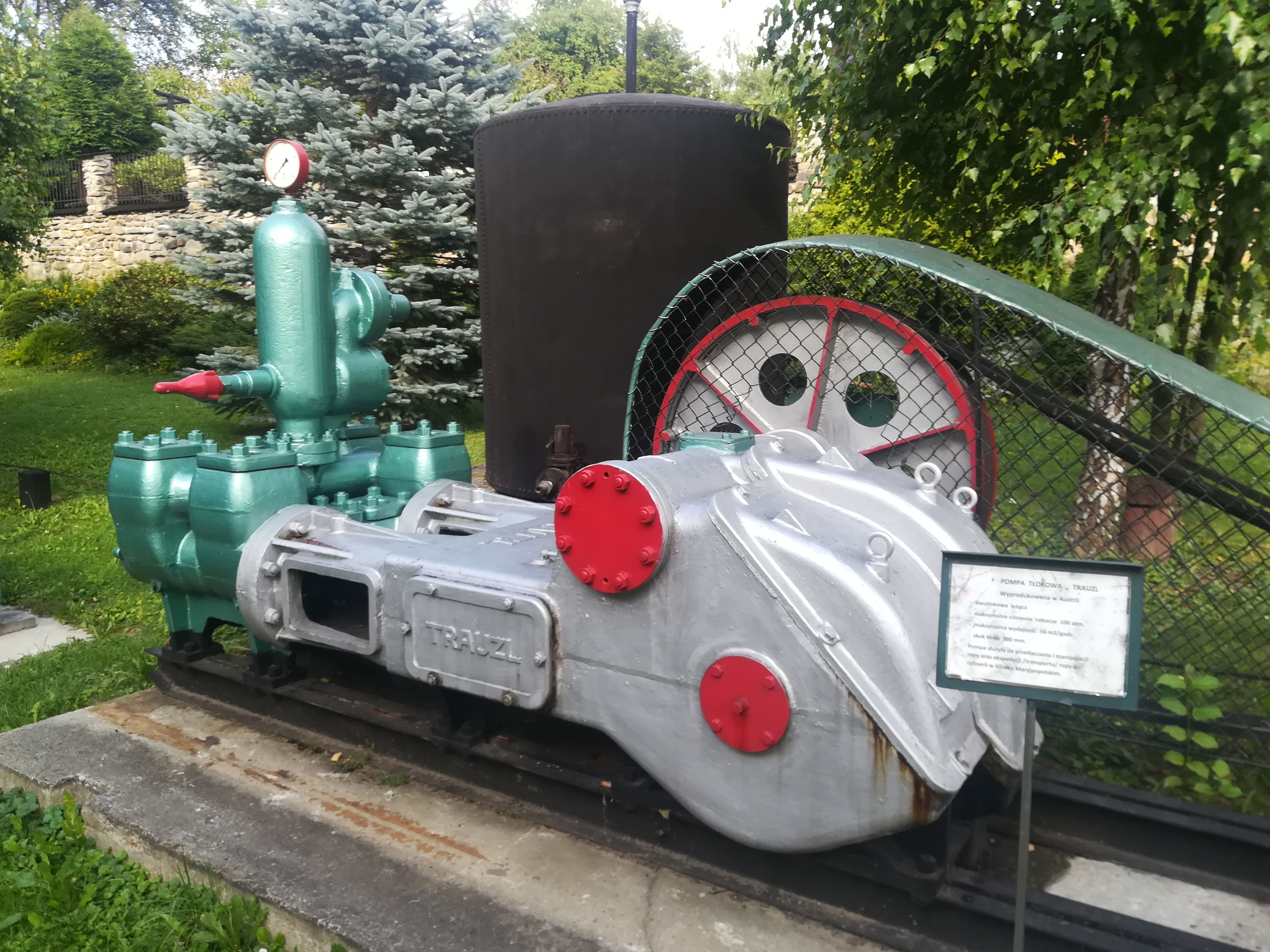
Pompa tłokowa Trauzl
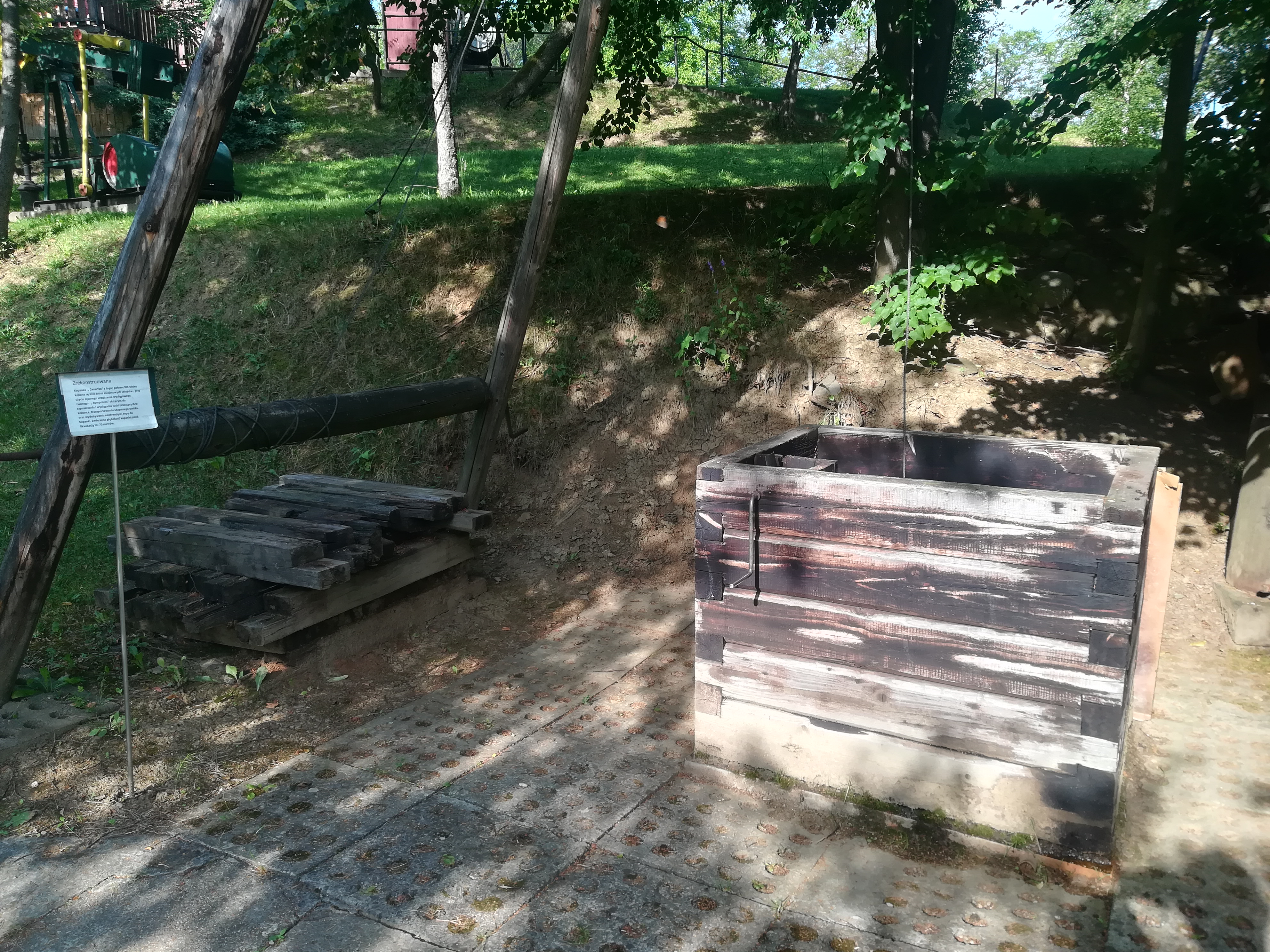
Studnia z wypływem oleju skalnego
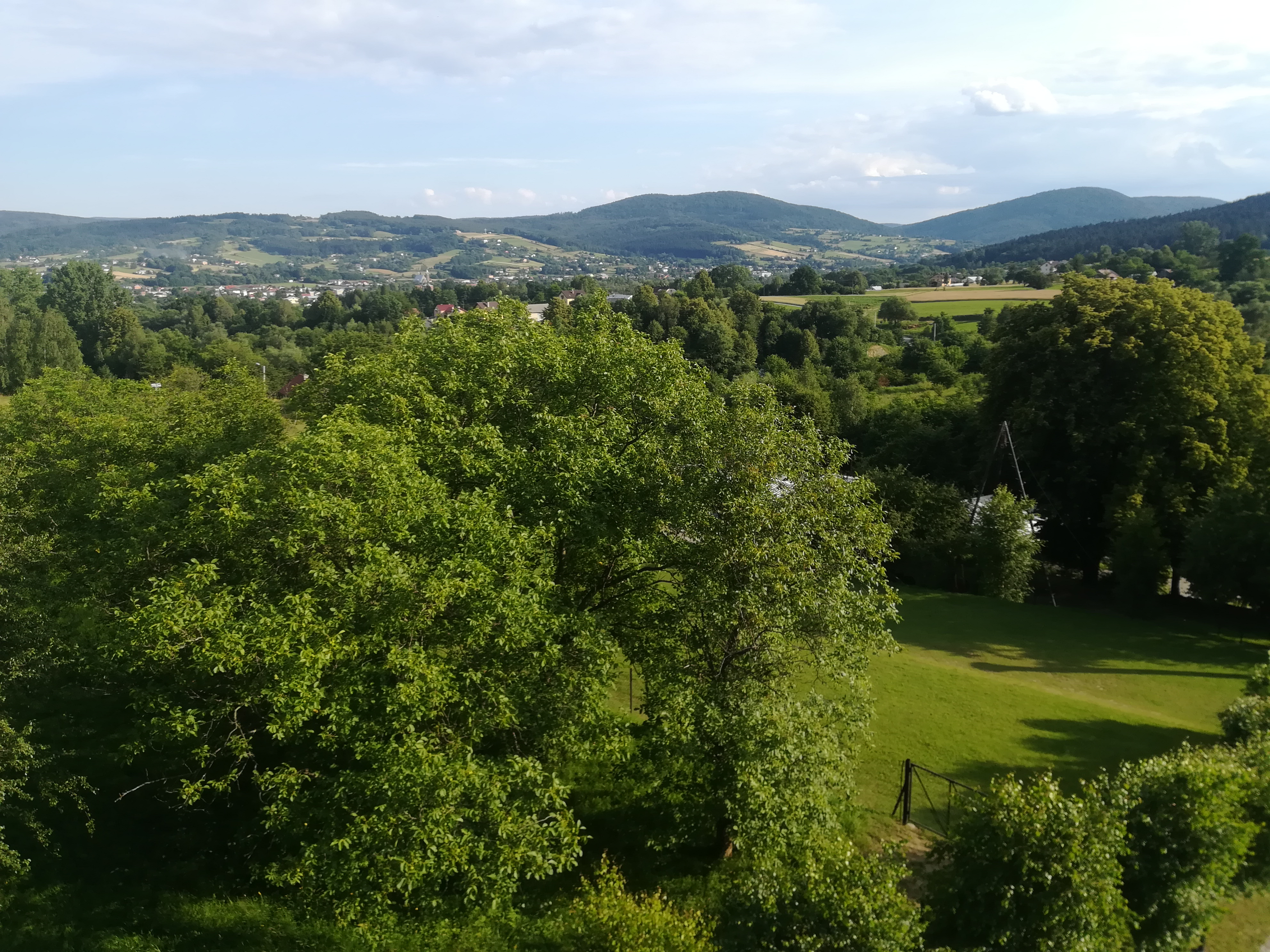
Widok z wieży na Beskid Niski